# 제프 하우
제프 하우(Jeff Howe, 1959년 6월 15일 ~ )는 미국의 정치인이다.

## 학력
- 세인트 클라우드 주립 대학교

## 경력
- 2013.01 ~ 2018.12 제88·89·90대 미네소타주 제13A선거구 하원의원
- 2018.12 ~ 제90·91·92·93·94대 미네소타주 제13선거구 상원의원

## 역대 선거 결과
| 선거명        | 직책명                          | 대수 | 정당   | 득표율 | 득표수   | 결과 | 당락                 |
| ------------- | ------------------------------- | ---- | ------ | ------ | -------- | ---- | -------------------- |
| 2012년 선거   | 하원의원 (미네소타 제13A선거구) | 88대 | 공화당 | 59.15% | 12,073표 | 1위  | 미네소테 주의원 당선 |
| 2014년 선거   | 하원의원 (미네소타 제13A선거구) | 89대 | 공화당 | 60.51% | 8,562표  | 1위  | 미네소테 주의원 당선 |
| 2016년 선거   | 하원의원 (미네소타 제13A선거구) | 90대 | 공화당 | 66.03% | 14,023표 | 1위  | 미네소테 주의원 당선 |
| 2018년 재선거 | 상원의원 (미네소타 제13부)      | 90대 | 공화당 | 57.38% | 21,714표 | 1위  | 미네소타 주의원 당선 |
| 2020년 선거   | 상원의원 (미네소타 제13부)      | 92대 | 공화당 | 69.43% | 32,623표 | 1위  | 미네소타 주의원 당선 |
| 2022년 선거   | 상원의원 (미네소타 제13부)      | 93대 | 공화당 | 70.03% | 27,295표 | 1위  | 미네소타 주의원 당선 |